# 德米特里·孔德拉季耶夫
德米特里·尤里耶维奇·孔德拉季耶夫（俄语：Дми́трий Ю́рьевич Кондра́тьев，羅馬化：Dmitri Yur'yevich Kondrat'yev，1969年5月25日—）是俄罗斯已退役宇航员。

## 早年
1986年毕业于阿拉木圖的一所中学，1990年毕业于卡恰高等军事航空学校（ВВАУЛ）。曾在彼得罗扎沃茨克附近的航空军团服役。

## 宇航员生涯
1997年12月入选加加林宇航员培训中心宇航员候选人。1998年1月至2000年3月接受了基础太空训练。2000年获得测试宇航员资格。
2006年5月2日至2007年4月9日担任驻美国德克萨斯州休斯敦林顿·约翰逊太空中心主管。2007年3月获得美国联邦航空管理局（FAA）私人飞行员执照；2009年3月获得FAA航空运输飞行员执照。

### 远征26/27
莫斯科时间2010年12月15日22时09分（北京时间16日凌晨3时09分），他作为指令长，和欧洲航天局意大利宇航员保罗·内斯波利和美国宇航员凯瑟琳·科尔曼乘座联盟TMA-20载人飞船，从哈萨克斯坦境内的拜科努尔发射场升空，前往国际空间站执行任务。
莫斯科时间2011年1月21日17时29分（北京时间22时29分），他和奥列格·斯克里波奇卡穿着舱外宇航服“奥兰-MK”，打开空间站的码头号对接舱舱门，开始了2011年的首次舱外作业。
他们的主要任务是将一个高速通讯系统的壳体安装到星辰号服务舱表面，并铺设和连接相关电缆。随后，他们还成功拆卸了一件仪器，并安装了一架摄像机。整个工作持续了5个多小时。
莫斯科时间2011年2月16日，他和斯克里波齐卡一起完成了他的第二次舱外任务。
统计
| # | 飞船代号   | 发射时间（UTC）        | 任务代号              | 着陆时间（UTC）      | 时间总计     | 舱外活动次数 | 舱外活动时长 |
| - | ---------- | ---------------------- | --------------------- | -------------------- | ------------ | ------------ | ------------ |
| 1 | 联盟TMA-20 | 2010年12月15日19时09分 | 联盟TMA-20，远征26/27 | 2011年5月24日2时26分 | 159日7时17分 | 2            | 10时14分     |
|   |            |                        |                       |                      | 159日7时17分 | 2            | 10时14分     |

## 退役
2012年7月，他宣布退役，离开了。